# André Dej
André Dej (* 6. Februar 1992 in Köln) ist ein Fußballspieler mit deutscher und polnischer Staatsangehörigkeit. Er wird meist im defensiven Mittelfeld eingesetzt. Seit Januar 2024 steht er bei den Sportfreunden Siegen unter Vertrag.

## Karriere
Zur Saison 2011/12 stieg André Dej in die zweite Mannschaft des MSV Duisburg auf, nachdem er in der Jugend für Bayer 04 Leverkusen und den MSV Duisburg gespielt hatte. Sein Debüt für den MSV Duisburg II gab er am 7. August 2011 beim 5:0-Sieg gegen den SV Schermbeck. In seinem zweiten Spiel für die Reserve vom MSV konnte er sein erstes Tor erzielen. Beim Spiel gegen den VfB Homberg erzielte Dej in der ersten Minute der Nachspielzeit der zweiten Hälfte den 1:0-Siegtreffer.
Zur Saison 2012/13 wechselte Dej zu den Sportfreunde Siegen in die Regionalliga West und debütierte am 4. August 2012 für sein neues Team beim torlosen Unentschieden gegen die SSVg Velbert. Zur Halbzeit wurde er für Sven Michel eingewechselt. Sein Premierentor in der Regionalliga-West erzielte Dej am 11. August 2012 beim Sieg gegen die zweite Mannschaft des 1. FC Köln. Nachdem er in der 79. Minute für Waldemar Schattner eingewechselt worden war, erzielte er in der 81. Minute den 4:0-Endstand.
Nach zwei Spielzeiten bei den Siegenern wurde Dej vom Ligakonkurrenten FC Viktoria Köln verpflichtet. Er gab am 2. August 2014 beim 3:1-Sieg gegen die zweite Mannschaft von Borussia Mönchengladbach sein Debüt und bereitete in der 40. Minute die zwischenzeitliche 1:0-Führung durch Fatih Candan vor.
Zur Saison 2015/16 verließ er die Kölner wieder und schloss sich den Sportfreunden Lotte an. Für seinen neuen Verein debütierte er am 2. August 2015 beim 2:0-Sieg gegen die Reserve des FC Schalke 04. In der 73. Minute wurde Dej für Tim Wendel eingewechselt. Sein erstes Tor für die Sportfreunde Lotte erzielte er am 24. Oktober 2015. Beim Sieg gegen die zweite Mannschaft von Fortuna Düsseldorf erzielte er in der 76. Minute den 3:1-Endstand. Die Saison konnte er mit seiner Mannschaft als Meister der Regionalliga West beenden und Lotte qualifizierte sich dadurch für die Aufstiegsspiele zur 3. Liga. In beiden Spielen gegen den SV Waldhof Mannheim wurde Dej eingesetzt und durch ein torloses Unentschieden und einen 2:0-Sieg konnte man sich den Aufstieg in die 3. Liga sichern. Sein Debüt in der 3. Liga und damit sein Profidebüt gab er am 31. Juli 2016 beim 3:0-Sieg gegen die Reserve von Werder Bremen.
Zur Saison 2019/20 löste der Mittelfeldspieler seinen im Sommer 2018 geschlossenen Vertrag mit Jahn Regensburg vorzeitig auf und kehrte zu seinem alten Verein Viktoria Köln, der in die 3. Liga aufgestiegen war, zurück. Hier verbrachte Dej zwei Spielzeiten, ehe er sich im August 2021 Alemannia Aachen in der Regionalliga West anschloss. Nach 17 Spielen und 2 Treffern in der Liga, sowie 2 Spielen mit einem Torerfolg im Mittelrheinpokal, einigten sich beide Parteien im Januar 2022 auf die Auflösung des Vertrages. Wenig später unterschrieb Dej beim Ligakonkurrenten Fortuna Köln.
Im Juni 2022 unterschrieb Dej einen Zwei-Jahres-Vertrag beim Ligakonkurrenten Rot Weiss Ahlen.  Seinen ersten Treffer für die Ahlener erzielte Dej am 2. Spieltag der Saison 2022/23 gegen seinen ehemaligen Verein Fortuna Köln. Er traf zum 1:1 Endstand.
Nach einer Saison in Ahlen wechselte Dej in die Oberliga Westfalen zum TuS Bövinghausen. In der Winterpause wechselte er innerhalb der Liga zu den Sportfreunden Siegen, für die er bereits in der Vergangenheit aktiv war.

## Erfolg
- Aufstieg in die 3. Liga: 2016 (Sportfreunde Lotte)
- Meister der Regionalliga West: 2016 (Sportfreunde Lotte)